# Me ne frego (Achille-Lauro-Lied)
Me ne frego (italienisch für Ist mir egal) ist ein Lied des italienischen Rappers Achille Lauro. Der Titel wurde von Davide Petrella, Daniele Dezi, Daniele Mungai, Matteo Ciceroni und Edoardo Manozzi geschrieben und im Rahmen des Sanremo-Festival 2020 vorgestellt.

## Inhalt
Textlich geht es um eine zwiespältige Liebesbeziehung, die er mit einer vergifteten Schlagsahne vergleicht, aber trotzdem mehr davon will. Achille Lauro gibt dabei vor, sich aus lauter Frust zu betrinken. Musikalisch handelt es sich um einen Popsong mit Elementen des Rocks.

## Auftritt und Abschneiden beim Sanremo-Festival 2020
Der Titel wurde im Vorfeld als möglicher Favorit des Wettbewerbs gehandelt, erreichte aber nur den 8. Platz. Achille Lauro trat mehrfach mit sehr unterschiedlichen Kostümen bei dem Wettbewerb auf und galt als Publikumsliebling.
So verkleidete sich Achielle Lauro sowohl als Transvestit, David Bowie in Form des Ziggy Stardust, Luisa Casati, Francesco d’Assisi und als Elisabeth I.

## Rezeption

### Chartplatzierungen
| ChartsChartplatzierungen | Höchstplatzierung | Wochen |
| ------------------------ | ----------------- | ------ |
| Italien (FIMI)           | 4 (16 Wo.)        | 16     |

| ChartsJahrescharts (2020) | Platzierung |
| ------------------------- | ----------- |
| Italien (FIMI)            | 54          |

### Auszeichnungen für Musikverkäufe
| Land/Region    | Auszeichnungen für Musikverkäufe (Land/Region, Auszeichnung, Verkäufe) | Verkäufe |
| -------------- | ---------------------------------------------------------------------- | -------- |
| Italien (FIMI) | 2× Platin                                                              | 140.000  |
| Insgesamt      | 2× Platin ·                                                            | 140.000  |